# ほぼ300
『ほぼ300』（ほぼスリーハンドレッド、原題：Meet the Spartans）は、2008年のアメリカ合衆国のコメディ映画。
監督はジェイソン・フリードバーグとアーロン・セルツァー、出演はショーン・マグワイアとカルメン・エレクトラなど。
日本では劇場未公開でビデオソフトが発売された。
通算3作目となるジェイソン・フリードバーグとアーロン・セルツァーのコンビのパロディ映画である。邦題にもなっている『300 〈スリーハンドレッド〉』をベースに、『スパイダーマン』、『シュレック』、『ハッピー フィート』、『アメリカンアイドル』などのパロディやブリトニー・スピアーズ、パリス・ヒルトンらへの弄りネタが詰め込まれている。

## キャスト
※括弧内は日本語吹き替え
- ナレーション：ロビン・アトキン・ダウンズ（後藤哲夫）
- レオニダス：ショーン・マグワイア（高木渉）
- 王妃マルゴ：カルメン・エレクトラ（冬馬由美）
- クセルクセス：ケン・ダヴィティアン（岩崎ひろし）
- 隊長：ケヴィン・ソーボ（森田順平）
- ディリオ：ジャレブ・ドープレイズ（英語版）（茶風林）
- ソニオ：トラヴィス・ヴァン・ウィンクル（英語版）（山中真尋）
- トライトロ議員：ディードリック・ベーダー（英語版）
- ペルシャの使者：メソッド・マン（田中正彦）
- メッセンジャー：フィル・モリス
- 国王支持者/サイモン・コーウェル：ジム・ピドック（英語版）
- パリス・ヒルトン/ブリトニー・スピアーズ/エレン・デジェネレス/ポーラ・アブドゥル：ニコール・パーカー
- ル・シッフル（英語版）/預言者/デイン・クック：アイク・バリンホルツ
- オラクル（英語版）/アグリー・ベティ/スパルタ女性：クリスタ・フラナガン（英語版）
- レオ・ジュニア：ハンター・クラリー
- ゴーストライダー：テオ・キプリ（田中正彦）

## 評価
本作は同週公開の『ランボー/最後の戦場』を抑えて週末興行収入で一位になり、商業的には成功作となった。一方批評面では、Rotten Tomatoesでわずか2%しか得ることができず、さらに第29回ゴールデンラズベリー賞では『ディザスター・ムービー!おバカは地球を救う』とセットにされて5部門でノミネートされるという散々な評価を受けた。